# Dar AlMandri
Dar Almandri (Casa Almandri) es un palacio histórico en la Medina de Tetuán. El palacio es clasificado como patrimonio nacional marroquí y La Medina es clasificada como patrimonio mundial de la UNESCO.

## Ubicación
Está situado cerca de Jamaa Alqasba (Mezquita Alqasba) y tiene una puerta que se abre sobre la misma.

## Historia
Tiene una importancia en la historia de la Médina porque estaba la residencia de Sidi Ali Al mandri, que restabeció la ciudad de Tetuán en los finales del siglo XV después de ser objetivo de varios ataques que han resultado su destrucción casi total en el mismo siglo.

## Arquitectura
En su origen, Dar Almandri representó la arquitectura andalusí introducida en la ciudad en el siglo XVI. Pero ha sufrido importantes transformaciones espaciales y decorativas.
Su patio fue cubierto con montera de vidrio y sus salas decoradas con mosaicos (zallij) a la manera de la arquitectura doméstica de Tetuán de finales del siglo XIX y comienzos del siglo XX.